# Oligia agelasta
Oligia agelasta là một loài bướm đêm trong họ Noctuidae.